# Кулунда (река)
Кулунда́ — река в Алтайском крае России. Вытекает из небольшого болота в 2 км к северу от села Усть-Мосиха Ребрихинского района. Впадает двумя рукавами в Кулундинское озеро. Длина реки — 412 км, площадь бассейна — 12400 км². Средний расход воды — 5,27 м³/с.

## Этимология
Река протекает по Кулундинской равнине. Название Кулунда имеет тюркское происхождение, так, например, имеется казахский топоним Құлынды означающий «место, где водятся куланы», «куланье место», где кулан — непарнокопытное животное рода лошадей, ныне в этих местах уже не обитающее, а -ды — суффикс относительного прилагательного.

## Описание
| Средний расход воды (м³/с) реки Кулунды по месяцам с 1936 по 2000 гг. (замеры производились на гидрологическом посту в районе с. Шимолино, в 17 км от устья) |

В верхней части долина проходит по Кулундинскому ленточному бору, в среднем и нижнем течении формируется обширная заболоченная пойма. По бассейну реки проходит трасса Кулундинского магистрального канала.
Весной 2012 года в Баевском районе один из местных предпринимателей, имеющий собственное охотхозяйство, перегородил непроницаемой плотиной приток Кулунды, Черемшанку, тем самым прекратив сток реки в лежащее ниже по течению село Черемшанка Тюменцевского района.

## Притоки
(расстояние от устья)
- 10 км: Пайва (правый, 54 км)[7]
- 106 км: Чуман (правый, 88 км)
- 182 км: Прослауха (правый, 78 км)
- 228 км: Черемшанка (правый, 56 км)
- 233 км: водоток протока Солоновка
- 365 км: Ермачиха (левый, 37 км)
- 376 км: Урывка (левый, 18 км)
- 389 км: Лазариха (правый, 14 км)
- 391 км: Степачиха (левый, 25 км)
- 402 км: Свинка (правый, 13 км)
- 404 км: Алёшиха (правый, 11 км)
- 405 км: Мосиха (левый, 18 км)
- 409 км: река без названия (левый, 14 км)

## Данные водного реестра
По данным государственного водного реестра России относится к Верхнеобскому бассейновому округу, речной бассейн реки — бессточная область междуречья Оби и Иртыша, водохозяйственный участок — бассейн Кулундинского озера.